# 自衛隊和歌山地方協力本部
自衛隊和歌山地方協力本部（じえいたいわかやまちほうきょうりょくほんぶ、Wakayama Provincial Cooperation Office）は、和歌山県和歌山市築港1-14-6に所在する、自衛隊地方協力本部のひとつ。陸・海・空自衛隊共同の機関だが、通常は陸上自衛隊の中部方面総監の指揮監督下にある。
管轄する地域における防衛省・自衛隊の総合窓口として和歌山県管内で活動する。

## 沿革
- 1954年（昭和29年）7月5日 - 陸上自衛隊の機関として陸上自衛隊和歌山地方連絡部が編成される[2]。
- 1956年（昭和31年）8月1日 - 自衛隊法施行令の一部改正により地方連絡部が陸海空自衛隊の共同機関となり、自衛隊和歌山地方連絡部に改編される[3]
- 2006年（平成18年）7月31日 - 自衛隊和歌山地方協力本部に改編される。

## 出先機関
- 和歌山募集案内所　担当地区：和歌山市、岩出市
- 有田募集案内所　担当地区：海南市、有田市、紀美野町、有田川町、湯浅町、広川町
- 橋本地域事務所　担当地区：橋本市、紀の川市、かつらぎ町、高野町、九度山町
- 御坊地域事務所　担当地区：御坊市、印南町、日高町、美浜町、由良町、みなべ町、日高川町
- 田辺地域事務所　担当地区：田辺市、上富田町、白浜町、すさみ町
- 新宮地域事務所　担当地区：新宮市、太地町、那智勝浦町、串本町、古座川町、北山村

## 主要幹部
| 官職名                     | 階級    | 氏名     | 補職発令日     | 前職                          |
| -------------------------- | ------- | -------- | -------------- | ----------------------------- |
| 自衛隊和歌山地方協力本部長 | 1等陸佐 | 髙岡良一 | 2024年08月01日 | 陸上自衛隊航空学校第1教育部長 |

| 代 | 階級    | 氏名       | 在職期間                                                    | 出身校・期              | 前職                                                              | 後職                                                       |
| -- | ------- | ---------- | ----------------------------------------------------------- | ----------------------- | ----------------------------------------------------------------- | ---------------------------------------------------------- |
| 01 | 1等陸佐 | 橋本重雄   | 1954年07月05日 - 1955年11月15日                             |                         |                                                                   | 越中島駐とん地業務隊長 兼 越中島駐とん地司令               |
| 02 | 2等陸佐 | 椎木吉男   | 1955年11月16日 - 1958年11月05日                             |                         | 函館駐とん地業務隊長                                              | 自衛隊和歌山地方連絡部付                                   |
| 03 | 2等陸佐 | 榊 茂      | 1958年11月06日 - 1961年07月16日                             | 陸士46期                | 第1建設群副群長                                                   | 第2施設群長 兼 小郡駐とん地司令                            |
| 04 | 2等陸佐 | 伊藤宣文   | 1961年08月01日 - 1965年03月15日                             | 洲本商業学校            | 第2管区総監部総務課長                                             | 陸上自衛隊衛生学校                                         |
| 05 | 事務官  | 竹村正     | 1965年03月16日 - 1968年07月15日                             | 京城帝国大学            | 自衛隊京都地方連絡部副部長                                        | 自衛隊山口地方連絡部付                                     |
| 06 | 2等陸佐 | 鞠山勝利   | 1968年07月16日 - 1969年07月15日 ※1969年03月17日 1等陸佐昇任 | 敦賀商業学校            | 自衛隊大阪地方連絡部募集課長 （2等陸佐）                          | 退職                                                       |
| 07 | 1等陸佐 | 讃井巖     | 1969年07月16日 - 1971年07月15日                             | 九州帝国大学            | 陸上幕僚監部厚生課総括班長                                        | 陸上自衛隊中央会計隊副隊長                                 |
| 08 | 1等陸佐 | 戸谷悦雄   | 1971年07月16日 - 1973年07月15日                             | 陸士55期                | 自衛隊大阪地方連絡部募集課長                                      | 中部方面総監部総務課勤務                                   |
| 09 | 1等陸佐 | 古井照雄   | 1973年07月16日 - 1975年07月15日                             | 陸士59期                | 陸上自衛隊幹部学校勤務                                            | 陸上自衛隊幹部学校研究員                                   |
| 10 | 1等陸佐 | 高塚俊幸   | 1975年07月16日 - 1977年07月31日                             | 海兵74期                | 陸上自衛隊幹部候補生学校勤務                                      | 第4師団司令部勤務                                          |
| 11 | 1等陸佐 | 安部亀夫   | 1977年08月01日 - 1979年03月15日                             | 陸士60期                | 防衛研修所所員                                                    | 東部方面総監部勤務                                         |
| 12 | 1等陸佐 | 南都健男   | 1979年03月16日 - 1981年03月15日                             | 大阪外事専門            | 第13特科連隊長 兼 日本原駐とん地司令                              | 中部方面総監部付 →1981年3月25日 第2教育団副団長            |
| 13 | 1等陸佐 | 高橋剛     | 1981年03月16日 - 1982年08月22日                             | 山形大学                | 自衛隊鳥取地方連絡部副部長                                        | 伊丹駐屯地業務隊長                                         |
| 14 | 事務官  | 小沢毅     | 1982年08月23日 - 1984年06月30日                             | 日本大学                | 防衛庁装備局管理課勤務                                            | 防衛施設庁出向                                             |
| 15 | 1等海佐 | 松野鶴也   | 1984年07月01日 - 1986年07月31日                             | 海保大3期・ 8期幹候     | 下総航空基地隊司令                                                | 教育航空集団司令部幕僚                                     |
| 16 | 事務官  | 木村修     | 1986年08月01日 - 1988年06月19日                             | 明治大学                | 防衛庁人事局人事第3課給与室長                                     | 技術研究本部技術部技術第1課長                              |
| 17 | 事務官  | 深澤靖明   | 1988年06月20日 - 1990年03月31日                             | 防大10期                | 調達実施本部契約第1課課長補佐                                     | 調達実施本部原価計算第3課長                                |
| 18 | 1等陸佐 | 瀬戸熊矗   | 1990年04月01日 - 1992年03月15日                             | 防大8期                 | 第10特科連隊長 兼 豊川駐屯地司令                                  | 陸上自衛隊幹部学校主任教官                                 |
| 19 | 1等陸佐 | 松永敏     | 1992年03月16日 - 1994年03月27日                             | 防大14期                | 統合幕僚会議事務局第5幕僚室 長期班長                              | 陸上幕僚監部防衛部防衛課 防衛調整官                        |
| 20 | 1等陸佐 | 平野龍文   | 1994年03月28日 - 1997年03月25日                             | 防大11期                | 第1後方支援連隊長 兼 第1師団司令部第4部長                         | 陸上自衛隊幹部学校主任教官                                 |
| 21 | 1等陸佐 | 吉岡良樹   | 1997年03月26日 - 1999年03月31日                             | 防大12期                | 東北方面総監部調査部長                                            | 陸上自衛隊富士学校普通科部副部長                           |
| 22 | 1等陸佐 | 菊川俊広   | 1999年04月01日 - 2001年03月26日                             | 防大19期                | 陸上幕僚監部装備部開発課 開発第1班長                              | 陸上幕僚監部装備部武器・化学課 化学室長                    |
| 23 | 1等陸佐 | 福盛裕一   | 2001年03月27日 - 2003年03月26日                             | 防大22期                | 陸上幕僚監部防衛部研究課研究班長                                  | 統合幕僚会議事務局第3幕僚室 教育訓練調整官 兼 教育訓練班長 |
| 24 | 事務官  | 栁生美樹夫 | 2003年03月27日 - 2005年08月07日                             | 北海学園大学 昭和51年卒 | 統合幕僚会議事務局第1幕僚室 会計室長                              | 契約本部契約第2課長                                        |
| 25 | 1等陸佐 | 大西裕文   | 2005年08月08日 - 2006年12月05日                             | 防大27期                | 陸上幕僚監部調査部調査課 調査運用室                               | 陸上幕僚監部監理部総務課 庶務室長                          |
| 26 | 1等陸佐 | 河本宏章   | 2006年12月06日 - 2008年07月31日                             | 防大28期                | 陸上幕僚監部運用支援・情報部 運用支援課企画班長                   | 陸上自衛隊研究本部主任研究開発官                           |
| 27 | 事務官  | 荒井喜之   | 2008年08月01日 - 2010年07月31日                             | 法政大学 昭和58年卒     | 防衛省人事教育局人事計画・補任課 再就職審査室長                   | 防衛省大臣官房秘書課人事調整官                             |
| 28 | 1等陸佐 | 三上繁     | 2010年08月01日 - 2012年07月31日                             | 防大27期                | 第13普通科連隊長 兼 松本駐屯地司令                                | 福岡駐屯地業務隊長                                         |
| 29 | 1等陸佐 | 青木泰憲   | 2012年08月01日 - 2014年07月31日                             | 防大27期                | 西部方面指揮所訓練支援隊長                                        | 福岡駐屯地業務隊長                                         |
| 30 | 1等陸佐 | 西村和己   | 2014年08月01日 - 2016年07月31日                             | 防大31期                | 第20普通科連隊長                                                  | 陸上自衛隊研究本部主任研究開発官                           |
| 31 | 事務官  | 錦織誠     | 2016年08月01日 - 2018年07月31日                             | 立命館大学 昭和63年卒   | 防衛省人事教育局厚生課                                            |                                                            |
| 32 | 事務官  | 鍋田竜光   | 2018年08月01日 - 2020年07月31日                             | 山門高校 昭和61年卒     | 防衛省人事教育局人事計画・補任課 ワークライフバランス推進企画室長 | 海上幕僚監部人事教育部補任課 職員人事管理室長              |
| 33 | 事務官  | 中尾京一   | 2020年08月01日 - 2022年07月31日                             | 築上中部高              | 防衛政策局訓練課訓練企画室長                                      | 人事教育局厚生課福利厚生調整官                             |
| 34 | 1等陸佐 | 栫憲記     | 2022年08月01日 - 2024年07月31日                             | 生徒30期                | 陸上自衛隊武器学校第1教育部長                                     | 陸上自衛隊教育訓練研究本部勤務                             |
| 35 | 1等陸佐 | 髙岡良一   | 2024年08月01日 -                                            | 防大37期                | 陸上自衛隊航空学校第1教育部長                                     |                                                            |